# Јован Томовић
Јован Томовић (Коштунићи, Горњи Милановац, 1932) српски је привредник, друштвенополитички радник, документариста свога завичаја и хуманитарни радник.

## Биографија
Јован Томовић (1932) рођен је у Коштунићима. Основну школу завршио је у Брајићима, малу матуру у чачанској гимназији, Средњу економску започео у Чачку а завршио у Крагујевцу. Вишу економску школу завршио је у Београду. У периоду од 1951. до 1956. године ради у Среском задружном савезу Горњег Милановца као економиста. После тога руководи Задружном штедионицом (1956—1960). Свој радни век најдуже проводи у ПИК-у Таково у Горњем Милановцу, као генерални директор (1960—1985). Био је на челу спољнотрговинског предузећа Centrocoop у Београду (1985—1990), затим директор фирме Mobex у Београду (1990—1996), након чега је седам година руководио својом фирмом Toja. Значајну улогу имао је и у друштвенополитичком животу општине Горњи Милановац, те је у два мандата био потпредседник општине и један мандат председник општине. Био је и републички посланик.

## Привредни маг
Године 2015. прослављено је 45 година откако је у горњомилановачкој фабрици ПИК Таково почео да се производи генерацијама најпопуларнији слаткиш у нашој земљи. За долазак еурокрема из Италије заслужан је управо тадашњи директор Јован Томовић. Слаткиш који је донео са једног службеног пута у Италији 1969. године, дегустирао је заједно са сарадницима и предложио им да то постане главни производ Такова са којим ће освојити тржиште тадашње Југославије. За покретање тог посла било је потребно повући храбар потез и подићи позајмицу од 10 милиона долара. Власник италијанске фирме Гандола продао је Такову лиценцу за производњу, рецептуру, име производа, као и за технологију. Фабрика за производњу еурокрема почела је са радом 1970. године и врло брзо се показало да је то био изванредан пословни потез. Овај гигант је запошљавао петину од тадашњих 17.000 становника Горњег Милановца.

## Публицистика

### Хроничар Горњег Милановца
Јован Томовић је својеврсни хроничар свога града. Аутор је следећих публикација:
- Белешке са поуком и истином уместо штита, Графопринт, Горњи Милановац 2010.[4]
- Есеји из провинције, Графопринт, Горњи Милановац 2012.[1]
- Времеплов Горњег Милановца, Графопринт, Горњи Милановац 2015.[5]

### Стручна литература
- Храна : приручник о саставу и прехрамбеним вредностима намирница и пића, Графопринт, Горњи Милановац 2000.[6]

## Хуманитарни рад
Јован Томовић је истакнути хуманитарни радник о чему сведочи и његово деловање на челу Друштва Србије за борбу против рака, добровољној непрофитној организацији са социјално-хуманитарним циљевима основаној 1927. године.

## Награде
За свој рад одликован је: Орденом рада са сребрним венцем, Орденом рада са златним венцем, Орденом заслуга за народ – другог реда и Седмојулском наградом – као највишим одликовањем у Србији, за постигнуте резултате у стваралштву, као и Орденом италијанске владе Cavaliere Officiale.